# Consobrambus linpingia
Consobrambus linpingia är en fjärilsart som beskrevs av Emilio Berio 1976/77. Consobrambus linpingia ingår i släktet Consobrambus och familjen nattflyn. Inga underarter finns listade i Catalogue of Life.